# Вожкыр
Вожкы́р — бывшая деревня в Воегуртском сельском поселении Балезинского района Удмуртии.
Рядом с деревней находится центр поселения — деревня Воегурт.
Население — 0 человек (2007; 38 в 1961).
Код ИФНС: 1837.
В деревне родился Виталий Степанович Корепанов — заслуженный врач Удмуртии, терапевт.